# Giersleben
Giersleben est une commune allemande de l'arrondissement du Salzland, Land de Saxe-Anhalt.

## Géographie
Giersleben se situe sur la rivière Wipper.
|              | Hecklingen | Staßfurt |
|              | Giersleben | Güsten   |
| Aschersleben |            |          |

Giersleben se trouve sur la Bundesstraße 185/Bundesstraße 6n et sur la ligne de Köthen à Aschersleben, branche de la ligne de Berlin à Blankenheim.

## Personnalités liées à la commune
- August Carl Eduard Baldamus (1812-1893), théologien

## Source, notes et références
1. ↑  https://www.citypopulation.de/de/germany/settlements/sachsenanhalt/salzlandkreis/15089130x0__giersleben/

- (de) Cet article est partiellement ou en totalité issu de l’article de Wikipédia en allemand intitulé « Giersleben » (voir la liste des auteurs).